# Schlachtfeldarchäologie

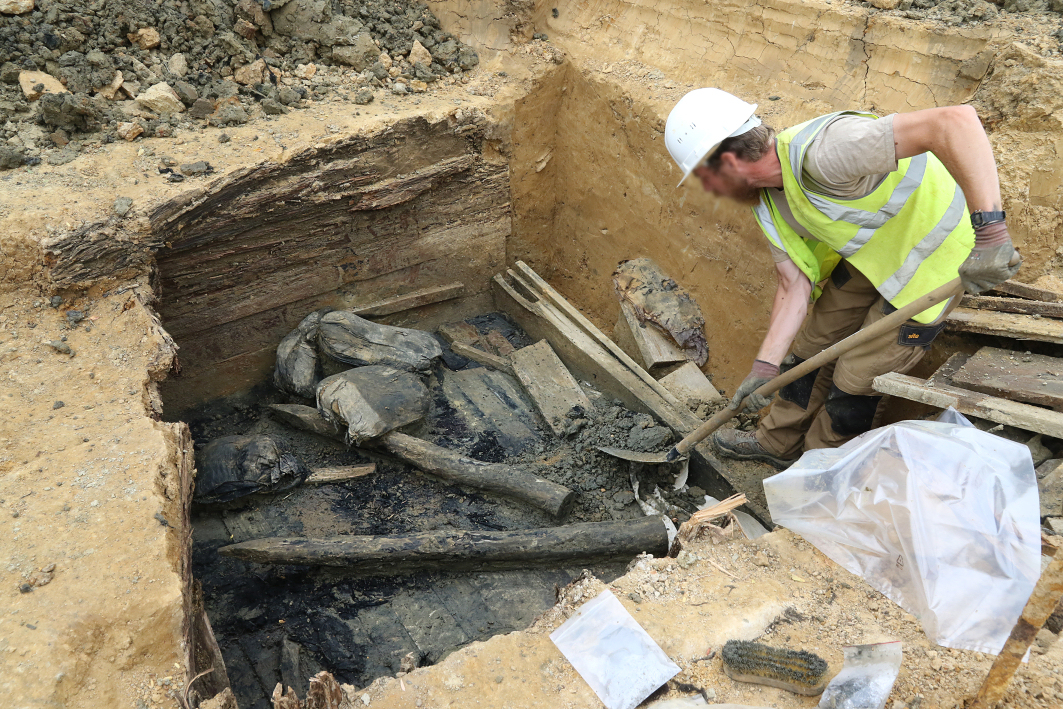
Grabungen an der Höhe 80 der ehemaligen Flandernfront des Ersten Weltkrieges

Die Schlachtfeldarchäologie ist ein Teilbereich der Archäologie, der sich mit der Erforschung der Hinterlassenschaften an Schauplätzen größerer kriegerischer Auseinandersetzungen beschäftigt. Der Begriff wird im deutschen Sprachraum erst seit Ende der 1990er Jahre benutzt, erstmals wohl im Zusammenhang mit dem Kampfplatz bei Kalkriese, der heute meist mit der Varusschlacht identifiziert wird.

## Gegenstand
Unter einem „Schlachtfeld“ versteht man in der Regel den Schauplatz einer bedeutenden Militäroperation, an der größere Verbände beteiligt waren. Meist bezieht man sich dabei auf kriegerische Auseinandersetzungen in historischer Zeit, die in Schriftquellen belegt sind.
Die Schlachtfeldarchäologie fasst den Begriff „Schlachtfeld“ in mehrfacher Hinsicht weiter. Zunächst wird er auch bei vorgeschichtlichen Kampfplätzen, zum Beispiel aus der Bronzezeit, benutzt. Dann rechnet man nicht nur Schlachtfelder im engeren Sinne dazu, sondern allgemein die Schauplätze von größeren Auseinandersetzungen zwischen militärisch organisierten Gruppen. Zwar beschäftigt sich die Schlachtfeldarchäologie schwerpunktmäßig mit dem eigentlichen Kampfplatz, jedoch auch mit den Spuren von Begleiterscheinungen wie Befestigungen, Lagerplätzen, Nachschublinien, Lazaretten, Gräbern, Gefangenenlagern, Bunkern und Ähnlichem. Sie kann damit als Teilbereich des im Englischen als Conflict Archaeology bezeichneten Forschungsgebietes betrachtet werden.
Da der Begriff erst um das Jahr 2000 (wohl in Anlehnung an das englische Battlefield Archaeology) Eingang in den deutschen Sprachgebrauch gefunden hat, sind die Grenzen zu anderen archäologischen Forschungsgebieten noch fließend.

## Methoden und Ziele

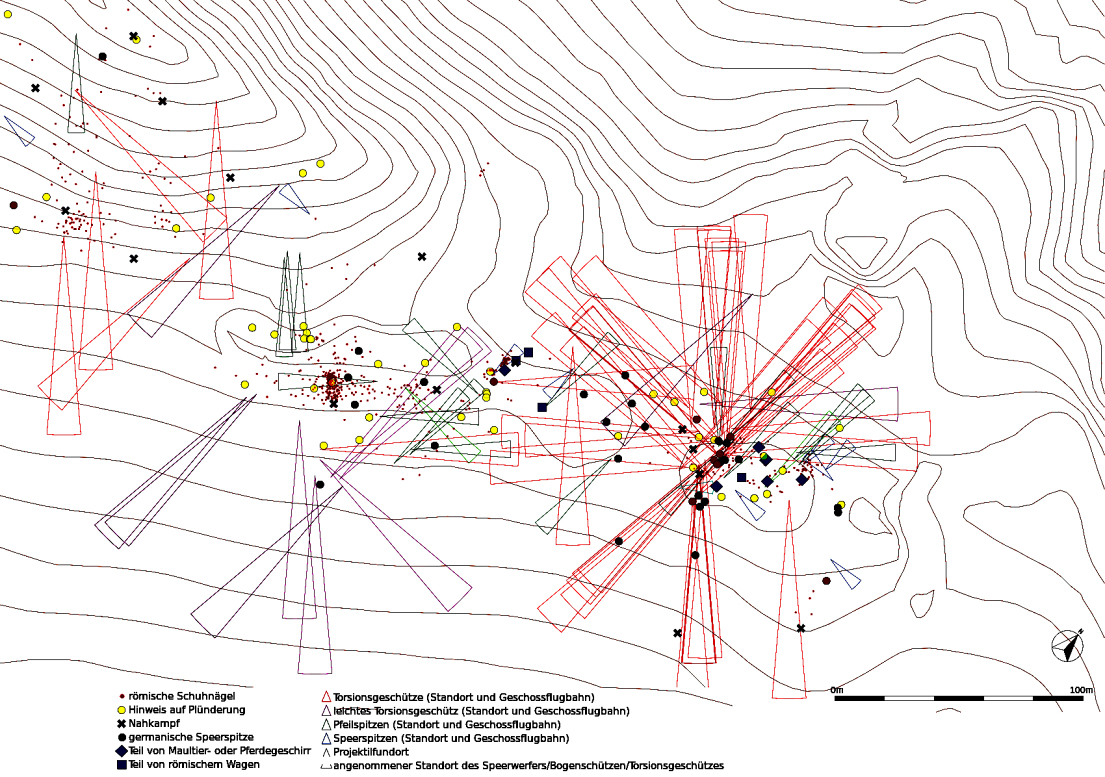
Durch eine Kartierung der im Erdboden gelandeten Geschossspitzen und ihrer erschließbaren Abschussposition konnte im Fall des Harzhornereignisses eine römisch-germanische Auseinandersetzung des 3. Jahrhunderts n. Chr. rekonstruiert werden

Bei der Erforschung mittelbarer Spuren der Kampfhandlungen, wie Befestigungen und Gräber, kommen Standardmethoden der Archäologie zum Einsatz. Bei der eigentlichen „Schlacht“ handelt es sich meist um ein kurzes und für archäologische Verhältnisse großflächiges Ereignis, das nur weit verstreute Spuren hinterlassen hat. Sehr häufig handelt es sich um Geschosse, aber auch verlorene Waffen und andere Ausrüstungsgegenstände. Daher kommt Funden an oder nahe der Erdoberfläche eine große Bedeutung zu. Wichtigstes Werkzeug bei der Erforschung des Kampfplatzes ist das Metallsuchgerät.
Die Identifikation der Funde und die Kartierung der Fundplätze lassen Rückschlüsse auf den Kampfverlauf zu. Auf diese Weise ergibt sich eine zusätzliche Bewertungsmöglichkeit von Schriftquellen, deren Darstellung der Schlacht bestätigt, ergänzt oder eventuell sogar korrigiert werden kann. Es sind auch Rückschlüsse auf den Alltag des „Kriegshandwerks“ möglich, der in der historischen Darstellung selten Beachtung findet.

## Geschichte

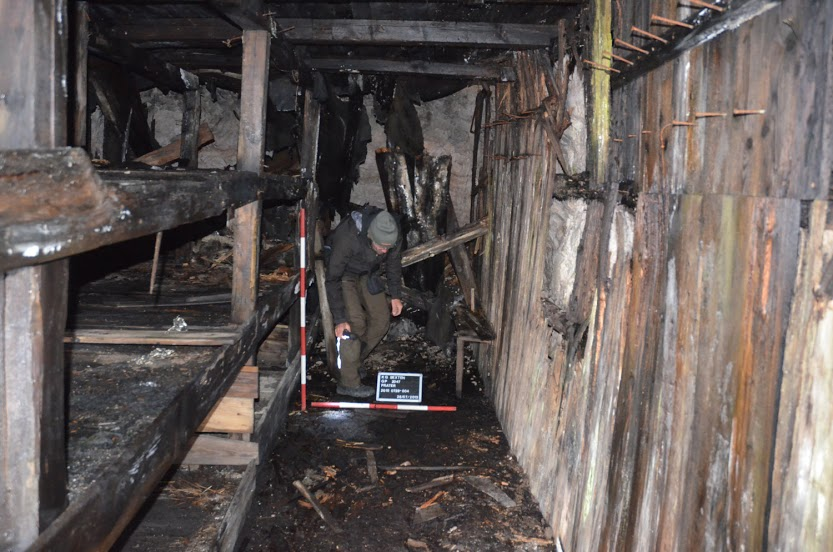
Dokumentationsarbeiten in einer Kaverne des Gebirgskrieges 1915–1918 an der Sextner Rotwand

Die Erforschung von Kriegsschauplätzen ist wesentlich älter als der Begriff der Schlachtfeldarchäologie. Ein früher Vorläufer ist zum Beispiel die Ausgrabung der Befestigungswerke der Schlacht um Alesia (52 v. Chr.) beim französischen Alise-Sainte-Reine in den 1860er Jahren. Zwischen 1905 und 1928 wurden auf Gotland mehrere Massengräber mit über 1000 Toten aus der Schlacht von Visby (1361) ausgegraben.
Als eigentlicher Beginn der Schlachtfeldarchäologie im modernen Sinn gilt die Erforschung des Schauplatzes der Schlacht am Little Bighorn (1876) in den Vereinigten Staaten ab 1984. Viele bis dahin unbekannte Einzelheiten des Verlaufs der Kämpfe konnten anhand der Funde rekonstruiert werden. In Europa etablierte sich die Forschungsrichtung zunächst hauptsächlich in Großbritannien, wo zahlreiche Schlachtfelder des Mittelalters und der frühen Neuzeit untersucht wurden.
In Deutschland können die umfangreichen Untersuchungen des römisch-germanischen Kampfplatzes bei Kalkriese als Beginn der Schlachtfeldarchäologie betrachtet werden. Schon Theodor Mommsen hatte wegen zahlreicher Münzfunde dort den Schauplatz der Schlacht im Teutoburger Wald vermutet. Die Untersuchungen bei Kalkriese begannen 1987 mit Münzfunden durch den britischen Hobbyarchäologen Tony Clunn und dauern bis heute an.

## Beispiele
- Schlachtfeld im Tollensetal (Unbekannter Konflikt, um 1250 v. Chr.), nach ersten Funden 1996 finden seit 2007 umfangreiche archäologische Untersuchungen statt. Bisher wurden Überreste von mehr als 200 Menschen und Pferden sowie Waffen und andere Holz- und Metallobjekte aus der Bronzezeit geborgen. Der Hintergrund des Ereignisses ist mangels Schriftquellen unbekannt, die genaue Ausdeutung des Fundplatzes wird weiterhin diskutiert.[1]
- Varusschlacht („Schlacht im Teutoburger Wald“) (Römisch-Germanische Kriege, 9 n. Chr.), ein Teil des vermutlichen Schauplatzes wird seit 1987 bei Kalkriese archäologisch untersucht. Bei den andauernden Untersuchungen wurden zahlreiche Befunde und Funde geborgen, die dem Ereignis zuzuordnen sind.[2]
- Harzhornereignis (um 235/236 n. Chr.), seit 2008 finden archäologische Untersuchungen statt, bei denen bis dato zahlreiche Metallrelikte von Kampfhandlungen zwischen römischen und germanischen Truppen im Harzvorland geborgen wurden.[3]
- Schlacht von Towton (Rosenkriege, 1461), nach der archäologischen Untersuchung und Bergung eines kleinen Massengrabes 1996 folgten um das Jahr 2000 umfangreichere archäologische Untersuchungen weiterer Teilen des Schlachtfelds mit einer gewissen Zahl Metallfunde, die dem Ereignis zuzuordnen sind.[4]
- Schlacht bei Lutter (Dreißigjähriger Krieg, 1626), bei umfangreichen Prospektionen mit Metallsuchgeräten wurden von 2011 bis 2017 hunderte Bleikugeln und weitere von der Schlacht stammende Metallfunde geborgen. Ihre Kartierung lieferte neue Erkenntnisse zum Schlachtgeschehen.[5]
- Schlacht bei Lützen (Dreißigjähriger Krieg, 1632), von 2006 bis 2011 wurden größere Teile des Schlachtfeldes untersucht. Etwa 3000 der geborgenen Metallfunde sind der Schlacht zuzuordnen. Außerdem wurde 2011 ein Massengrab archäologisch untersucht und im Block geborgen.[6]
- Schlacht bei Wittstock (Dreißigjähriger Krieg, 1636), ein großes Massengrab wurde 2007 archäologisch untersucht und geborgen, von 2009 bis 2011 fanden zudem umfangreiche Prospektionen mit Metallsuchgeräten statt, von denen (Stand 2011) ca. 1700 der Schlacht zuzuordnen sind.[7]
- Schlacht bei Alerheim (Dreißigjähriger Krieg, 1645), ein großes Massengrab mit stark zersetzten, erst lange nach der Schlacht verscharrten menschlichen Überresten wurde 2008 archäologisch untersucht und geborgen.[8]
- Gefecht bei Lauenburg (Elbe) (Koalitionskriege, 1813), bei von 2007 bis 2016 andauernden, großflächigen archäologischen Untersuchungen wurden hunderte metallene Relikte der Kämpfe geborgen, vorwiegend Bleikugeln.[9]
- Schlacht bei Großbeeren (Koalitionskriege, 1813), bei im September und Oktober 2006 durchgeführten archäologischen Untersuchungen wurden Metallfunde der Schlacht geboren, die das historisch bekannte Geschehen im Zentrum der Schlacht spiegeln.[10]
- Schlacht bei Waterloo (Koalitionskriege, 1815), bei seit 2015 laufenden archäologischen Untersuchungen wurden bislang wenige menschliche und tierische Überreste sowie hunderte metallene Funde geborgen, die der Schlacht zuzuordnen sind.[11] Weiterhin kamen 2023 Altfunde von menschlichen Skelettresten aus Privatbesitz in Forscherhand und historisch-archäologische Studien ergaben, dass wahrscheinlich die meisten Knochen toter Menschen und Tiere zu Beginn des 19. Jahrhunderts zu Dünger und Knochenkohle für die Zuckerproduktion verarbeitet wurden.[12]
- Höhe 80 (Erster Weltkrieg, 1914–1918), bei der archäologischen Untersuchung dieser von 1914 bis 1918 genutzten deutschen Feldstellung des Ersten Weltkriegs in Flandern fanden sich 2018 neben Resten der Schützengräben und zahlreichen Funden auf 1,1 Hektar Fläche auch die sterblichen Überreste von rund 130 Gefallenen.